# Himerta pumila
Himerta pumila är en stekelart som beskrevs av Leblanc 1989. Himerta pumila ingår i släktet Himerta och familjen brokparasitsteklar. Inga underarter finns listade i Catalogue of Life.